# Éliacin Vézian
Pour les articles homonymes, voir Vézian.
Éliacin Vézian est un militant anarchiste français.